# Araruta
A araruta (Maranta arundinacea), espécie do gênero Maranta, é uma erva cujo rizoma (caule subterrâneo) tem fécula branca que é alimentícia. Também é conhecida como agutiguepe, araruta-caixulta, araruta-comum, araruta-especial, araruta-gigante, araruta-palmeira, araruta-raiz-redonda, araruta-ramosa, embiri e agutingue-pé. Ela é uma planta grande, perene, encontrada originalmente em florestas tropicais das Américas, mas cultivada em regiões tropicais pelo mundo todo.

## Etimologia
"Araruta" é oriundo do termo aruaque aru-aru, "farinha de farinha". "Embiri" provém do tupi embira'i, "embira pequena".

## Descrição
A araruta é uma planta nativa das regiões tropicais de vários países do Caribe, America Central, e América do Sul. É uma planta perene que cresce entre 0,3 m e 1,5m. A parte comestível é o rizoma. Flores brancas florescem ao redor de 90 dias após plantadas. A planta raras vezes produz sementes e reprodução tipicamente é feita ao plantar parte de um rizoma que já está brotando. Os rizomas estão prontos para a colheita 10-12 meses após plantio quando as folhas da planta começam a morrer. Os rizomas são de formato cilindrico e crescem de 20cm a 45cm de comprimento.
Provavelmente é originaria da floresta amazonica do noroeste do Brasil e outros países circundantes. Cresce melhor com temperaturas de 23°C a 29°C com precipitação anual de 150cm a 200cm. Os rizomas podem aguentar temperaturas frias de até 5°C.

## Arqueologia
Estudos arqueológicos mostram evidências do cultivo de araruta nas Américas há, pelo menos, 7000 anos.

## Usos medicinais
Segundo o site de horto didático da UFSC serve "Contra as febres intermitentes, contra a dispepsia" assim como também seu "suco acre serve contra a mordedura de cobra e picada de insetos e quando colocado sobre a língua aumenta a salivação"

## Não tem glúten
Na culinária o uso desta planta se destaca, recomendada para pessoas com restrições alimentares ao glúten (doença celíaca). Considerada como um alimento de fácil digestão, a fécula da araruta é usada no preparo de mingaus, bolos e biscoitos. Por esta característica, é indicada para idosos, crianças pequenas e pessoas com debilidade física ou doentes em recuperação. Também pode se produzir papel com a araruta.

## Araruta na cultura e culinária
É relevante destacar a necessidade de buscar novas fontes alimentares de qualidade e altos teores nutritivos reforçando os laços culturais outrora fragilizados pela ação do tempo, da globalização e do próprio ser humano. 

## Na industria
Encontra-se em processo de extinção devido ao fato de a indústria alimentícia ter substituído o polvilho de araruta pelo de mandioca ou pela farinha de trigo ou milho, prejudicando, assim, o cultivo daquela planta. A Empresa Brasileira de Pesquisa Agropecuária Agrobiologia tem feito um trabalho de resgate da araruta em sua Fazendinha Agroecológica Km 47, onde as variedades são cultivadas organicamente.
Atualmente o maior produtor de Araruta no mundo e o maior produtor de sua farinha é a ilha de São Vicente e Granadinas. Em Kerala na Ìndia, a planta, no local conhecida como bilathi koova é cultivada para produzir amido facilmente digestível.